# Habenaria ituriensis
Habenaria ituriensis är en orkidéart som först beskrevs av Dariusz Lucjan Szlachetko och Tomasz Sebastian Olszewski, och fick sitt nu gällande namn av Ined. Habenaria ituriensis ingår i släktet Habenaria och familjen orkidéer. Inga underarter finns listade i Catalogue of Life.